# NGC 873
NGC 873 est une galaxie spirale située dans la constellation de la Baleine. NGC 873 a été découverte par l'astronome germano-britannique William Herschel en 1785.

## Caractéristiques
Sa vitesse par rapport au fond diffus cosmologique est de 3 777 ± 17 km/s, ce qui correspond à une distance de Hubble de 55,7 ± 3,9 Mpc (∼182 millions d'al).

### Luminosité dans l'infrarouge
La classe de luminosité de NGC 873 est III et elle présente une large raie HI. Elle renferme également des régions d'hydrogène ionisé. La luminosité de la galaxie de NGC 873 dans l'infrarouge lointain (de 40 à 400 µm)  est égale à 4,47 × 1010 {\displaystyle L_{\odot }} (1010,65{\displaystyle L_{\odot }}) et sa luminosité totale dans l'infrarouge (de 8 à 1 000 µm) est de 5,89 × 1010 {\displaystyle L_{\odot }} (1010,77{\displaystyle L_{\odot }}).

## Groupe de NGC 835
NGC 873 fait partie du groupe de NGC 835. Outre NGC 873 et NGC 835, les autres galaxies du groupe sont NGC 833, NGC 838, NGC 839, NGC 848, et MCG -2-6-19.